# Lingue maleo-sumbawan
Le lingue maleo-sumbawan sono un gruppo di lingue del ramo maleo-polinesiaco delle lingue austronesiane. Sono parlate in Indonesia ed in Malaysia.

## Storia
La composizione del gruppo è piuttosto dibattuta. Mbete (1990), propose di creare il gruppo inserendovi il balinese, il sasak ed il sumbawa. Ross (1995) vi aggiungeva il giavanese, ammettendo, tuttavia la debolezza del postulato. Blust (1984-1985) propose un gruppo esteso alle lingue gran barito ed alle maleo-chamik.
Secondo Adelaar (cit. Adelaar & Himmelmann 2005) il gruppo sarebbe un sottogruppo del maleo-polinesiaco occidentale, lui vi include le lingue malayic-chamic, con le lingue di Giava, escluso il giavanese propriamente detto e le lingue dell'arcipelago della Sonda occidentale. Questa ipotesi sarebbe corroborata dallo studio dello sviluppo fonetico a partire dal proto-maleopolinesiaco, similiare in tutte le diverse lingue vedi lo schema seguente..
|   |   | proto-maleopolinesiaco | proto maleo-sumbawan |
| 1 | 1 | *w                     | Ø                    |
| 2 | 2 | *q                     | *h                   |
| 3 | 3 | *R                     | *r                   |
| 4 | 4 | *r                     | *r                   |
| 5 | 5 | *z                     | *j                   |
| 6 | 6 | *j                     | *d                   |
| 7 | 7 | *d                     | *d                   |

## Classificazioni

### Adelaar (2005)
Secondo Adelaar (2005), la composizione del gruppo è la seguente:
Note: BSS = "Bali–Sasak–Sumbawa"
- Malayo-Sumbawan
- Lingua sundanese
- Lingua madurese
- Malayo-Chamic–BSS
  - lingue aceh–chamic (una dozzina di lingue, inclusa Lingua aceh e Lingua chăm in Vietnam)
  - lingue malayic (una dozzina di lingue disperse tra il Borneo occidentale ed il centro di Sumatra, incluso la lingua malese (Malesia/Indonesia), la lingua minangkabau di Sumatra  e le lingue ibanic del Borneo occidentale)
  - Lingue bali–sasak (3 lingue)

Sundanese appears to share sound changes specifically with Lampungic, but Lampungic does not fit into Adelaar's Malayo-Sumbawan.

### Gray, e altri (2008)
L'analisi del 2008 sviluppata dal gruppo di linguisti che ha portato alla creazione dell'Austronesian Basic Vocabulary Database ha riscontrato moderati o pochi supporti lessicali a favore dell'esistenza del gruppo: un livello del 60% includendo le lingue del gruppo chamic, che saliva al 75% escludendo il chamic ma includendovi il gruppo bali–sasak, ed all'85% escludendo entrambi i gruppi. Comunque, la famiglia risultante è più ampia di quella proposta da Andelaar, l, includendo, infatti, non solo i gruppi moklen e giavanese ma anche tutti i linguaggi delle Grandi Isole della Sonda: lingue lampungic, il rejang e i vari rami delle lingue di Sumatra nord-occidentali escluse le isole della barriera settentrionale (lingua nias ecc.).
Le lingue supportate dagli studi del 2008, (tra parentesi il livello di certezza), sono le seguenti:
Chamic–Sumbawan (60%)
- Moklen–Chamic (70%)
  - Lingue moklen
  - Lingue aceh-chamic
- Bali–Malayic (75%)
  - Lingue bali-sasak
  - Batak–Malayic (85%)
    - Lingue batak
    - Java–Malayic (75%)
      - Lingua gayo
      - Lingua rejang
      - Lingue lampungic
      - Lingua giavanese
      - Sunda–Malayic (70%)
        - Sunda–Madurese (75%)
          - Lingua sundanese
          - Lingua madurese

        - Banjar–Malayic (80%)
          - Lingua banjar
          - Lingue malayic proper (100%)

(La Lingua enggano e la Lingua mentawai di Sumatra non sono state considerate.) La difficoltà nello stabilire l'appartenenza al gruppo è dovuta al fatto che non è semplice distinguere se le somiglianze lessicali dipendano da una comune origine o siano dovute al cosiddetto Sprachbund.